# 圣卡塔利娜岛

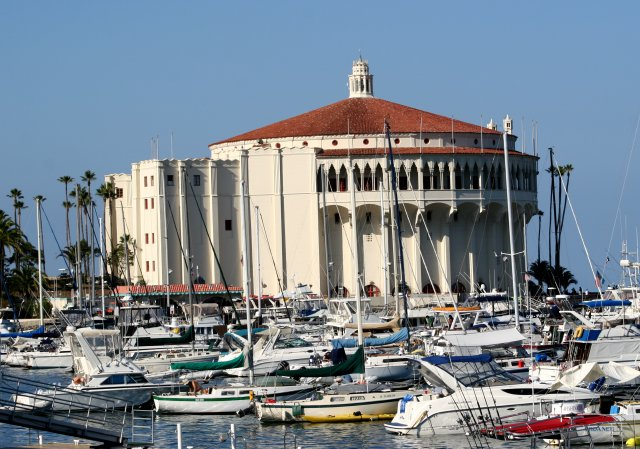
卡塔利娜賭場

圣卡塔利娜岛（英語：Santa Catalina Island）位于美国加利福尼亚州南部近海，是海峽群島的组成部分。
在2019年的WWDC上，蘋果公司发布了以该地命名的10.15版macOS作業系統——macOS Catalina。